# Klingenmühle (Mistelgau)
Klingenmühle ist ein Gemeindeteil der Gemeinde Mistelgau im Landkreis Bayreuth (Oberfranken, Bayern). Klingenmühle liegt in der Gemarkung Frankenhaag.

## Geografie
Der Weiler liegt an der Weides, einem linken Zufluss der Truppach. Im Norden befindet sich die bewaldete Anhöhe Brunnberg (498 m ü. NHN). Die Kreisstraße BT 1 führt nach Frankenhaag (0,7 km südöstlich) bzw. zur Staatsstraße 2186 bei Obernsees (1,6 km nordwestlich).

## Geschichte
Ursprünglich wurde zwischen der Oberen, Mittleren und Unteren Klingenmühle unterschieden. Die Mühlen gehörten zur Realgemeinde Frankenhaag. Gegen Ende des 18. Jahrhunderts gab es in Klingenmühle 3 Anwesen. Die Hochgerichtsbarkeit stand dem bayreuthischen Stadtvogteiamt Bayreuth zu. Die Verwaltung Glashütten war Grundherr sämtlicher Anwesen (2 Halbsöldengüter jeweils mit Mühle, 1 Haus mit Mühle).
Von 1797 bis 1810 unterstand der Ort dem Justiz- und Kammeramt Bayreuth. Infolge des Gemeindeedikts wurde Klingenmühle dem 1812 gebildeten Steuerdistrikt Mistelgau und der Ruralgemeinde Streit zugewiesen. Mit dem Gemeindeedikt von 1818 wurde diese der Ruralgemeinde Frankenhaag zugeschlagen. Am 1. Januar 1972 wurde diese im Zuge der Gebietsreform in Bayern in die Gemeinde Mistelgau eingegliedert.

## Einwohnerentwicklung
| Jahr      | 001819 | 001822 | 001861 | 001871 | 001885 | 001900 | 001925 | 001950 | 001961 | 001970 | 001987 |
| Einwohner | *      | 18     | 14     | 19     | 23     | 15     | 18     | 21     | 16     | 15     | 11     |
| Häuser    |        | 3      |        |        | 3      | 3      | 3      | 3      | 3      |        | 3      |
| Quelle    | [ 9 ]  | [ 6 ]  | [ 10 ] | [ 11 ] | [ 12 ] | [ 13 ] | [ 14 ] | [ 15 ] | [ 16 ] | [ 17 ] | [ 1 ]  |

## Religion
Klingenmühle ist seit der Reformation evangelisch-lutherisch geprägt und nach St. Bartholomäus (Mistelgau) gepfarrt.